# Nicolò Sagredo
Nicolò Sagredo, död 1676, var en venetiansk doge. Han var regerande doge av Venedig 1675–1676.